# فيرزاتشي
جياني فيرزاتشي س.ب.ا (بالإيطالية: Gianni Versace S.p.A.)‏  يشار إليه عادة باسم فيرزاتشي. فيرزاتشي هي شركة أزياء إيطالية فاخرة واسم تجاري أسسها جياني فيرزاتشي عام 1978. المجموعة الرئيسية للعلامة التجارية هي «فيرزاتشي»، التي تنتج الإكسسوارات الجلدية الجاهزة والإكسسوارات الإيطالية الفاخرة. شعار فيرزاتشي هو رأس ميدوسا، الشخصية الأسطورية اليونانية. استلهم فيرزاتشي فكرة الشعار من أرضية الأنقاض في منطقة ريدجو كالابريا التي لعب فيها الأشقاء فيرزاتشي وهم أطفال. اختار جياني فيرزاتشي ميدوسا كشعار لأنها جعلت الناس يقعون في حبها ولم يكن لديهم وسيلة للعودة. وأعرب عن أمله في أن يكون لشركته نفس التأثير على الناس وعلى من يرتدون ملابسه وأحذيته.
تشتهر ماركة «فيرزاتشي» بتصميماتها المبتكرة، والأنيقة في نفس الوقت، ذات المطبوعات البراقة الرمزية والألوان الزاهية. أعلنت الشركة في عام 2018 أنها ستتوقف عن استخدام الفراء في مجموعاتها. في 25 سبتمبر 2018، استحوذت شركة مايكل كوروس هولدنج على جميع الأسهم القائمة في جياني فيرزاتشي مقابل 2.12 مليار دولار أمريكي ؛ اكتمل الاستحواذ في 31 ديسمبر 2018 ، مع بقاء دوناتيلا فيرزاتشي كرئيسة للتصميم الإبداعي.

## التاريـخ

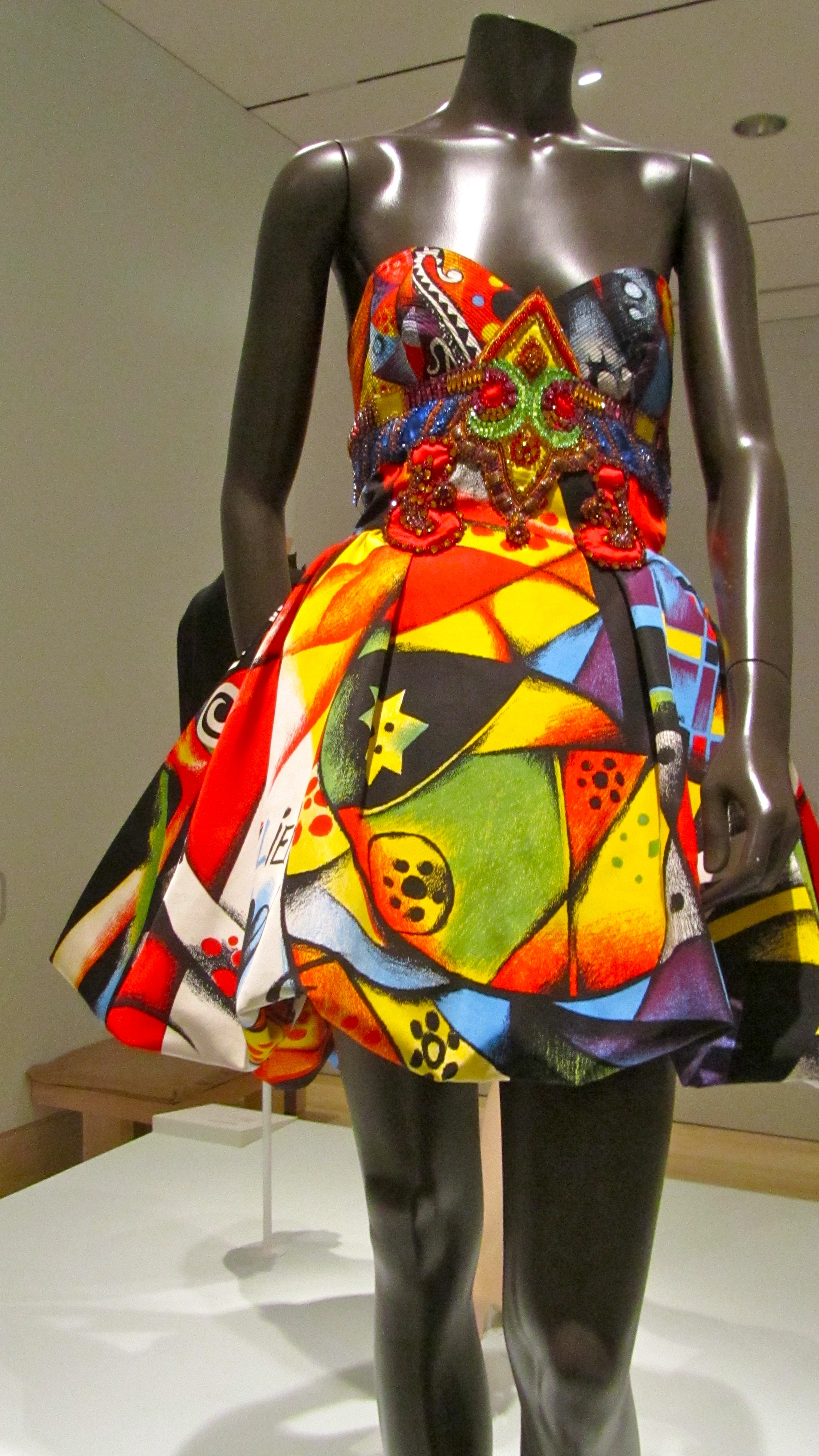
فستان من تصميم جياني فيرزاتشي

في عام 1972، صمم جياني فيرزاتشي مجموعاته الأولى لـ Callaghan ،Genny و Complice. في عام 1978، أطلقت الشركة تحت اسم «جياني فيرساتشي دونا». تم افتتاح أول بوتيك لفيرزاتشي في شارع فيا ديلا سبيجا في ميلانو عام 1978. كان فيزاتشي أحد المصممين المستقلين القلائل الذين كانوا يتحكمون في كل شيء عن العلامة التجارية، من التصميم إلى البيع بالتجزئة. في عام 1982، توسعت الشركة في مجال الإكسسوارات والمجوهرات والأثاث المنزلي والصناعات الصينية. في عام 1993، أنشأت دوناتيلا فيرساتشي ميدان «فيرزاتشي للشباب» بالإضافة إلى "Versus". في عام 1994، اكتسبت العلامة التجارية تغطية دولية واسعة النطاق بسبب فستان فيرساتشي الأسود من إليزابيث هيرلي، والذي كان يشار إليه في ذلك الوقت باسم «هذا الفستان».
غالبًا ما توصف فيرساتشي بأنها «مصممة موسيقى الروك آند رول» لأنها صممت للعديد من العملاء المشهورين، بما في ذلك إلتون جون ومايكل جاكسون، بالإضافة إلى أجمل النساء. صمم فيرساتشي أزياء المسرح وأزياء غلاف الألبوم لإلتون جون في عام 1992. صمم فيرزاتشي أيضًا ملابس لأميرة ويلز والأميرة كارولين أميرة موناكو. تشتهر شركة فيرزاتشي باستخدام العارضات نفسهن في إعلاناتها كما تفعل على مدرج الأزياء.
بعد مقتل جياني فيرساتشي عام 1997، تولت شقيقته دوناتيلا فيرساتشي، نائبة الرئيس السابقة، منصب المدير الإبداعي، وأصبح شقيقه الأكبر سانتو فيرساتشي الرئيس التنفيذي. تركت أليجرا فيرساتشي ابنة دوناتيلا حصة 50 بالمائة في الشركة، والتي استطاعت التحكم فيها في عيد ميلادها الثامن عشر.
في عام 2000، حظي «فستان فيرساتشي الأخضر» الذي ارتدته جينيفر لوبيز في حفل توزيع جوائز غرامي السنوي الثاني والأربعين باهتمام إعلامي كبير، حيث تم التصويت له باعتباره «خامس أكثر فستان أيقوني على الإطلاق» وفي عام 2008 تم التصويت على فستان هيرلي لعام 1994 لأول مرة في استطلاع رأي ديلي تلغراف.
كانت أرباح الشركة في انخفاض في أوائل العقد الأول من القرن الحادي والعشرين ؛ تم تعيين فابيو ماسيمو كاكياتوري كرئيس تنفيذي مؤقت لإعادة تنظيم وإعادة هيكلة مجموعة فيرساتشي في عام 2003. استقال كاكياتوري في ديسمبر 2003 بسبب «نزاعات مع عائلة فيرزاتشي». منذ عام 2004، كان جيانكارلو دي ريسيو، من أي تي هولدنج، الرئيس التنفيذي للمجموعة حتى استقالته في عام 2009 بسبب خلافات مع دوناتيلا. في مايو 2016، عينت مجموعة فيرزاتشي السيد جوناثان أكيرويد في منصب الرئيس التنفيذي وعضو مجلس إدارة الشركة.
في فبراير 2014، اشترت مجموعة بلاكستون حصة 20٪ في فيرزاتشي مقابل 210 مليون يورو.
اعتبارًا من عام 2016، أصبح يعمل أكثر من 1500 متجر في جميع أنحاء العالم؛ تم افتتاح أول متجر خارج إيطاليا في غلاسكو، اسكتلندا، في عام 1991.
في 24 سبتمبر 2018، أعلن مايكل كورس أنه عرض صفقة لشراء فيرزاتشي مقابل ملياري يورو. في سبتمبر 2018، أعلنت شركة فيرزاتشي أنه تم بيع مائة بالمائة من جميع أسهم عائلة بلاكستون وفيرزاتشي إلى مجموعة مايكل كورس ليميتيد.
في أكتوبر 2018، أعلنت فيرزاتشي عن عرض أول عرض للعلامة التجارية لموسم ما قبل الخريف في نيويورك في 2 ديسمبر. تم تحديد موعد العرض في تاريخ ميلاد جياني فيرساتشي.
في يناير 2019، انضم جياني فيرساتشي إلى كابري هولدينجز ليمتد، مشكلاً مجموعة أزياء عالمية جديدة فاخرة مع مايكل كورس وجيمي تشو. بلغت تكلفة الاستحواذ مع مايكل كورس 2.2 مليار دولار.
في عام 2020، أعلنت دار الأزياء أنها ستتوقف عن استخدام جلد الكنغر في منتجاتها الفاخرة. جاء ذلك في أعقاب قرار فيرزاتشي لعام 2018 بحظر استخدام الفراء الحقيقي في مجموعتها.

## المساهمات
في عام 2006، دخل جياني فيرساتشي في شراكة مع أوتوموبيلي لامبورغيني س.ب.ا. لإنتاج سيارة لامبورغيني مورسيلاغو LP640 فيرساتشي. كانت السيارة ذات تصميم داخلي من ساتان فيرزاتشي الأبيض مع تطريز شعار Versace على المقاعد. كانت السيارة متوفرة باللونين الأسود والأبيض. تم إنتاج عشر سيارات فقط. تم بيع السيارة مع مجموعة أمتعة تكميلية وأحذية قيادة فاخرة وقفازات قيادة.

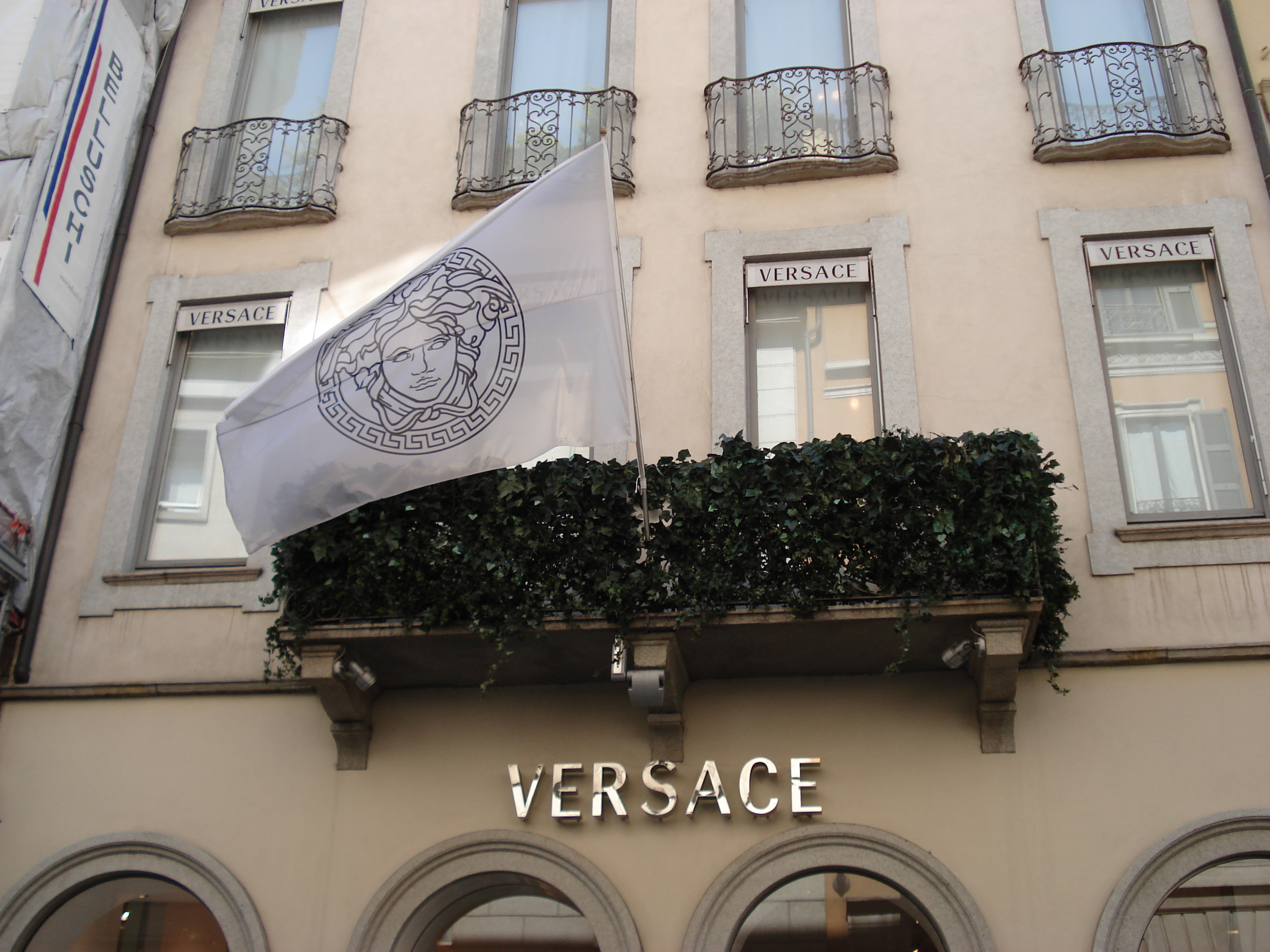
بوتيك فيرزاتشي في ميلانو، إيطاليا

تعاونت شركة فيرزاتشي مع أغستاوستلاند في عام 2008 لإنشاء مروحية AgustaWestland AW109 Grand Versace VIP الفاخرة. تشتمل المروحية على تصميم داخلي من جلد فيرزاتشي وتصميم من الخارج.
في عام 2011، أصدرت فيرزاتشي واتش اند ام مجموعة جديدة من الملابس التي سيتم بيعها في متاجر أتش أند أم. باع المتجر ملابس رجالية ونسائية وأدوات منزلية مثل الوسائد والبطانيات. في عام 2015، تعاونت فيرزاتشي مع الراقصة ليل باك لإطلاق مجموعة من الأحذية الرياضية.
في عام 2018، أطلق روني فيج ودوناتيلا فيرزاتشي مجموعة كيث x فيرزاتشي الخاصة بهما، والتي تضمنت شعار ميدوسا معدلًا وكُتب على عينيه "KITH".
تضمنت مجموعة فيرزاتشي الرجالية لخريف 2019 عدة عناصر تحمل شعار شركة فورد. وبحسب دار الأزياء، تضافرت جهود الشركتين لإثارة الشباب لـ «شراء سيارتك الأولى. الإثارة والطموح لامتلاك شيء ما كامتداد لشخصية الفرد، وهو شيء مرتبط جدًا بفكرة أن تكون رجلاً». كما شاركت عارضة الأزياء النرويجية الشهيرة فريبا رحيمي في معرض أزياء فيرساتشي 2018 في ميلانو.

## الشراكات
دخلت فيرساتشي في شراكة مع شركة Mind Group في الصين في عام 2015. صممت الشركتان أبراج سكنية فاخرة تسمى "Versace Residences". كان هدف المبدعين هو الجمع بين عناصر المنزل الفاخر في فيرساتشي وعناصر الثقافة الصينية التقليدية. في نفس العام، دخلت شركة فيرزاتشي في شراكة مع مجموعة ABIL في الهند لتطوير مشروع سكني آخر. تقع هذه المنازل الفاخرة في جنوب مومباي.
في عام 2015، ظهرت دوناتيلا فيرساتشي في حملة ريكاردو تيسكي لـجيفنشي.

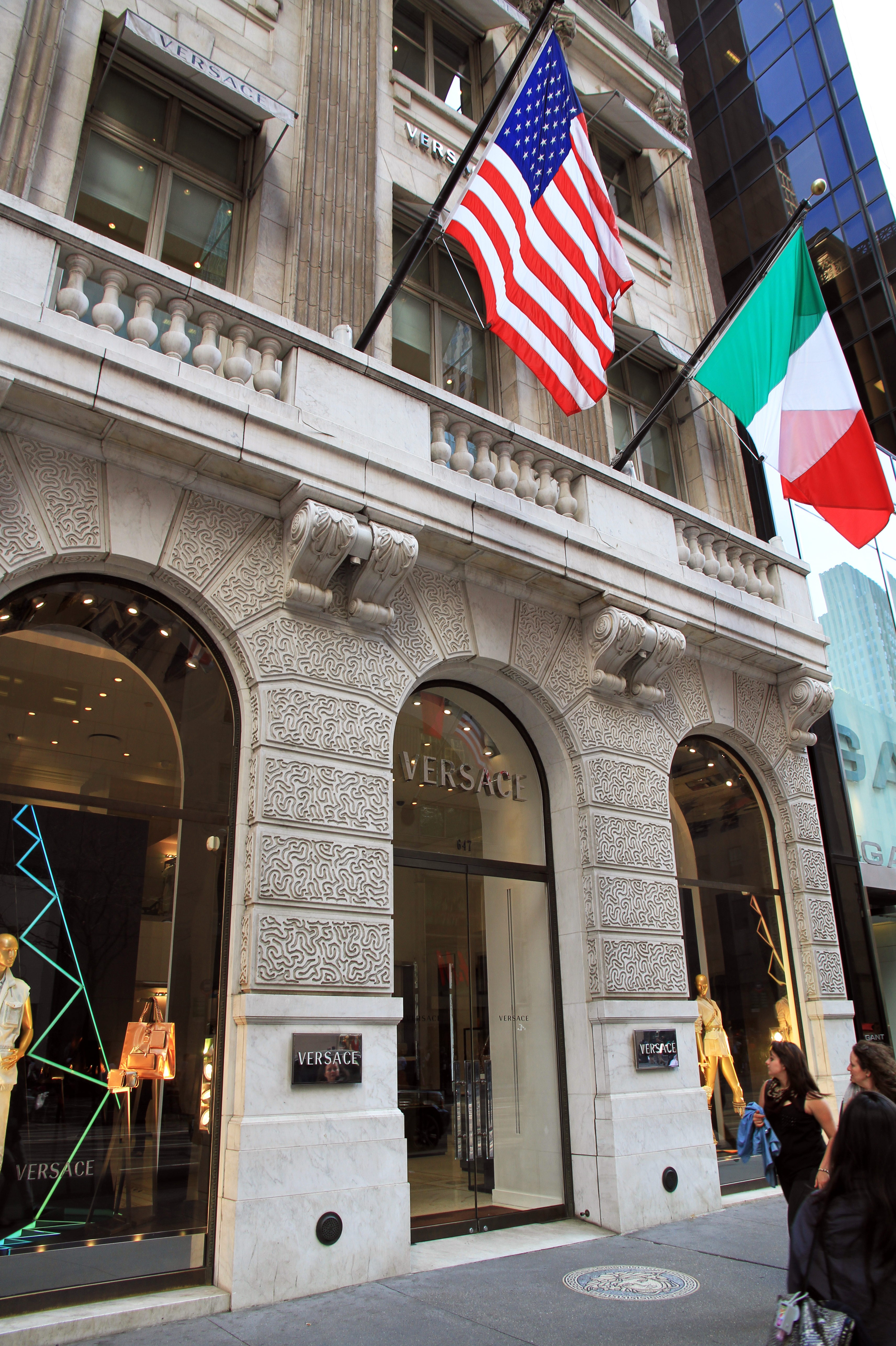
الشارع الخامس، مدينة نيويورك، 2013

## قصر فيرزاتشي
تم افتتاح أول قصر فيرساتشي في جولد كوست بأستراليا في 15 سبتمبر 2000. تم بيع الفندق إلى تحالف صيني في ديسمبر 2012. تم الانتهاء من القصر الثاني، قصر فيرزاتشي دبي، في ديسمبر 2015، ويقع على شاطئ خور دبي. القصر ثالث قيد الإنشاء. تم الإعلان عن قصر فيرزاتشي ماكاو في عام 2013، وسيتم بناؤه بالشراكة مع أكبر مدير كازينو في ماكاو SJM Holdings. فنادق قصر فيرزاتشي هي أولى الفنادق ذات العلامات التجارية للأزياء في العالم وتركز على الجمال والرفاهية.

## الخلاف
في أغسطس 2019، أنتجت شركة فيرزاتشي مجموعة من القمصان التي أشارت إلى أن «هونغ كونغ وماكاو كانتا دولتين منفصلتين». اعتذرت شركة فيرزاتشي لعملائها الصينيين، وقالت إنها ارتكبت خطأ في التصميم وستتلف الملابس المخالفة. في 11 أغسطس 2019 قالت الممثلة الصينية يانغ مي، وهي أيضًا سفيرة العلامة التجارية في الصين، إنها ستنهي ارتباطها بفيرزاتشي.